# Capacidad de compuerta

Estructura lateral de un transistor FET

La capacidad de compuerta o capacidad de puerta es la capacidad del terminal de la compuerta de un transistor de efecto de campo . Puede expresarse como la capacidad absoluta de la puerta de un transistor, o como la capacidad por unidad de área de un circuito integrado, o como la capacidad por unidad de anchura de los transistores de longitud mínima en un circuito.
Según la escala Dennard para los transistores MOSFET, la capacidad por unidad de área ha aumentado en relación inversa a las dimensiones del dispositivo. Dado que el área de la puerta ha disminuido como el cuadrado de las dimensiones, la capacidad  de compuerta ha descendido en proporción directa con las dimensiones del dispositivo. Con la escala Dennard, la capacidad por unidad de ancho de la puerta se ha mantenido aproximadamente constante; esta medida puede incluir capacidades de superposición puerta-surtidor y puerta-drenaje. La tensión y el grosor del óxido de la puerta, sin embargo, no siempre han disminuido tan rápidamente como las dimensiones del dispositivo, de forma que la capacidad de puerta por unidad de área no ha aumentado tan rápidamente, y la capacidad por anchura del transistor a veces ha disminuido en varias generaciones tecnológicas.

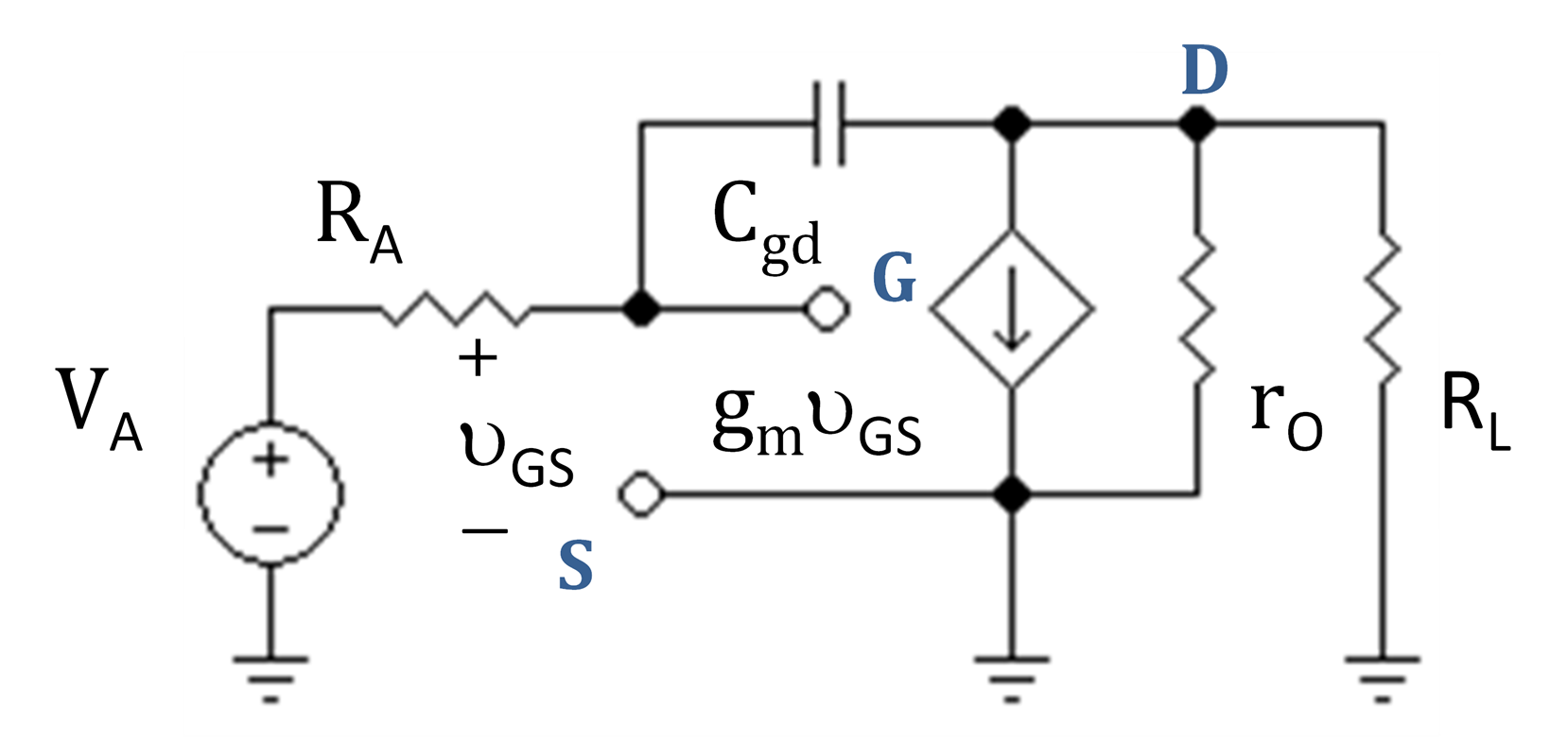
Modelo PI del transistor, Cgd representa la capacidad de compuerta.

La capacidad intrínseca de la puerta (si se ignoran los campos de margen y otros detalles) para una puerta aislada de dióxido de silicio se puede calcular a partir de la capacidad de óxido por unidad de área como:
{\displaystyle C_{\mathrm {G} }=A_{\mathrm {G} }C_{\mathrm {ox} }}
donde {\displaystyle A_{\mathrm {G} }} es el área de la puerta y la capacidad de óxido por unidad de área es {\displaystyle C_{\mathrm {ox} }={\frac {\epsilon _{\mathrm {SiO_{2}} }\epsilon _{0}}{t_{\mathrm {ox} }}}}, con
{\displaystyle \epsilon _{\mathrm {SiO_{2}} }=3.9} la permitividad relativa del dióxido de silicio, {\displaystyle \epsilon _{0}=8.854\times 10^{-12}\ \mathrm {F/m} } la permitividad del vacío, y {\displaystyle t_{\mathrm {ox} }} el grosor del óxido.